# Mathias Lobato
Mathias Lobato là một đô thị thuộc bang Minas Gerais, Brasil. Đô thị này có diện tích 170,882 km², dân số năm 2007 là 3457 người, mật độ 21,2 người/km².